# 瓦勒斯海姆
瓦勒斯海姆是德国莱茵兰-普法尔茨州的一个市镇。总面积14.51平方公里，总人口730人，其中男性366人，女性364人（2011年12月31日），人口密度50人/平方公里。